# ProB 2016/17
Die Saison 2016/17 ist die zehnte Spielzeit der deutschen Basketball-Spielklasse ProB. Die ProB ist die zweite Staffel der hierarchisch strukturierten 2. Basketball-Bundesliga. Die reguläre Saison begann am 24. September 2016 und endet am 4. März 2017. Daran schließen sich die Play-offs um den Aufstieg sowie die Play-down-Relegationsrunden an, die im Mai 2017 mit dem zweiten Finalspiel enden.

## Modus
Es nehmen je zwölf Mannschaften in zwei Gruppen Nord und Süd am Spielbetrieb dieser Spielklasse teil. Die reguläre Saison wird als Rundenturnier im Modus Jeder gegen Jeden (englisch „Round Robin“) mit Hin- und Rückspiel in der jeweiligen Regionalgruppe ausgetragen. Die jeweils acht bestplatzierten Mannschaften am Ende dieser Hauptrunde spielen überkreuz im Modus „Best-of-Three“ in den Play-offs die beiden Finalteilnehmer aus, die beide das sportliche Teilnahmerecht an der ProA für die darauffolgende Spielzeit erwerben und den Meister dieser Spielklasse ausspielen. Die Mannschaften auf den Plätzen neun bis zwölf jeder Gruppe am Ende der Hauptrunde spielen unter Beibehaltung der Hauptrunden-Ergebnisse ein weiteres Rundenturnier mit Hin- und Rückspiel innerhalb der Regionalgruppen aus, wobei die beiden jeweils auf den zwei untersten Tabellenplätzen rangierenden Mannschaften in die Regionalligen absteigen. Nehmen mehr als zwölf Mannschaften in einer Gruppe teil, so sind die in der Hauptrunde hinter Platz zwölf rangierenden Mannschaften direkt abgestiegen.

### Anforderungen
Die teilnehmenden Vereine müssen einen per Lizenzerteilung ihre per Lizenzstatut geregelten Nachweise über die sportliche Qualifikation, wirtschaftliche Leistungsfähigkeit, Eignung spieltechnischer Einrichtungen und organisatorischen Voraussetzungen erbringen. Darüber hinaus wird die Vereinsorganisation, die Nachwuchsförderung und die Spielstätten-Infrastruktur nach einem Punktesystem bewertet. Verpflichtend für die Teilnehmer an der ProB insbesondere eine Spielstätte mit einer Kapazität für mindestens 500 Zuschauer.
Während des Spieles müssen pro Mannschaft immer drei deutsche Spieler auf dem Spielfeld stehen, die deutschen Spieler sind mit einer deutschen Flagge auf den Trikots gekennzeichnet sein. Es können maximal 18 Spieler je Saison und Team eingesetzt werden. Davon müssen mindestens neun die deutsche Staatsangehörigkeit besitzen. Von den maximal zwölf je Spiel einsetzbaren Spielern müssen mindestens sechs Deutsche sein. Es gibt Doppellizenzen für Spieler der Altersklasse U24, die damit gleichzeitig in der BBL einsetzbar sind, sowie für U22-Spieler aus den Regionalligen (und darunter). Spieler mit einer Doppellizenz zählen nicht zu den 18 maximal einsetzbaren Spielern, mit Besitz der deutschen Staatsangehörigkeit wohl aber zur nationalen Quote.

## Saisonnotizen
- Aus der ProA 2015/16 stiegen als sportliche Absteiger aus dem Rheinland der Tabellenvorletzte Bayer Giants Leverkusen und als Tabellenletzter die Dragons Rhöndorf ab.
- Der Meister der ProB 2015/16, das Team Ehingen Urspring kehrte als Aufsteiger und Vorjahresabsteiger direkt wieder in die ProA zurück, während Finalist Skyliners Juniors Frankfurt als Farmteam des Erstligisten wie auch in den Vorjahren die Oldenburger Erstligareserve auf einen Aufstieg verzichtete und keinen notwendigen Lizenzantrag für die ProA stellte. Stattdessen stiegen die Dresden Titans, die einen erfolgreichen Lizenzantrag gestellt hatten, als Verlierer des Play-off-Halbfinales gegen die Frankfurter auf.
- Aufsteiger aus den Regionalligen waren im Südwesten die PS Karlsruhe Lions, die sich daraufhin vom ehemaligen Erstligisten und neuen Ligakonkurrenten BG Karlsruhe, der aus dem PSK hervorgegangen war, entflechteten,[5] sowie im Südosten die Reserve des Erstligisten FC Bayern München. Aus dem Norden und dem Westen gab es zwei Zweitliga-Rückkehrer mit SSV Lokomotive Bernau, zuletzt in der ProB 2011/12 in dieser Spielklasse spielte, und dem FC Schalke 04, der in der ProA 2008/09 noch der nächsthöheren Zweitliga-Spielklasse angehört hatte.
- Mit den EN Baskets Schwelm und den Hertener Löwen hatten nach der ProB 2015/16 zwei Klubs und ehemalige Erstligisten aus dem Ruhrgebiet die ProB Nord verlassen, während neben den TV Saarlouis Royals auch die BIS Baskets Speyer erneut die ProB Süd verließen und in die Regionalliga abstiegen.
- Nachdem in der Vorsaison zwei ProA-Aufsteiger aus dem Rheinland die regionale Zusammensetzung der Staffeln insoweit verschoben hatte, dass alle Mannschaften aus Nordrhein-Westfalen in der Gruppe Nord gespielt hatten, sorgte der Abstieg zweier Mannschaften aus dem Rheinland nunmehr dazu, dass diese beiden Mannschaften in der Gruppe Süd spielten. Die Uni-Riesen Leipzig aus Sachsen, die vor zwei Jahren in der ProB 2014/15 der Gruppe Nord angehört hatten, verblieben jedoch in der Gruppe Süd.
- Der 17-jährige Isaac Bonga erzielte am letzten Hauptrundenspieltag das einzige Triple-Double der Hauptrunde mit 15 Rebounds, zehn Assists und zehn Punkten für die Fraport Junior Skyliners gegen den Tabellenletzten Giants Nördlingen beim 83:59-Heimerfolg, der den Frankfurtern zugleich als Tabellenachten noch den Einzug in die Play-offs sicherte. Nördlingens Terence Smith ließ im Relegationsspiel gegen Lich ein Triple-Double aus 16 Rebounds, 14 Punkten und 10 Assists folgen.
- Am 31. März 2017 wurden den Uni-Riesen Leipzig zwei Punkte abgezogen, weil Zahlungen nicht pünktlich bei der Liga eingegangen waren.[6]

## Hauptrunde

### Platzierungen nach der Hauptrunde
|  | = Play-off-Plätze  |
|  | = Play-down-Plätze |

| Norden | Norden                    | Norden | Norden        | Norden       | Norden     | Süden                       | Süden | Süden         | Süden        | Süden      |
| #      | Team                      | Siege  | Nieder- lagen | Sieg- punkte | Korbpunkte | Team                        | Siege | Nieder- lagen | Sieg- punkte | Korbpunkte |
| 1      | SSV Lokomotive Bernau (N) | 17     | 5             | 34           | 1826:1634  | PS Karlsruhe Lions (N)      | 15    | 7             | 30           | 1697:1599  |
| 2      | Artland Dragons           | 14     | 8             | 30           | 1721:1644  | Weißenhorn Youngstars       | 15    | 7             | 30           | 1782:1668  |
| 3      | BAWE Oldenburger TB       | 14     | 8             | 28           | 1723:1675  | ScanPlus Elchingen          | 15    | 7             | 30           | 1869:1825  |
| 4      | Iserlohn Kangaroos        | 13     | 9             | 26           | 1797:1693  | Bayer Giants Leverkusen (A) | 13    | 9             | 26           | 1887:1771  |
| 5      | VfL AstroStars Bochum     | 12     | 10            | 24           | 1711:1657  | FC Bayern München II (N)    | 13    | 9             | 26           | 1684:1654  |
| 6      | FC Schalke 04 (N)         | 11     | 11            | 22           | 1728:1712  | BG Karlsruhe                | 11    | 11            | 22           | 1735:1697  |
| 7      | SC Rist Wedel             | 10     | 12            | 20           | 1635:1703  | TG Würzburg                 | 10    | 12            | 20           | 1736:1805  |
| 8      | EBC Rostock Seawolves     | 10     | 12            | 20           | 1811:1824  | Skyliners Juniors Frankfurt | 10    | 12            | 20           | 1619:1641  |
| 9      | SC Itzehoe Eagles         | 10     | 12            | 20           | 1768:1780  | Licher BasketBären          | 9     | 13            | 18           | 1837:1862  |
| 10     | Herzöge Wolfenbüttel      | 9      | 13            | 18           | 1749:1770  | Dragons Rhöndorf (A)        | 9     | 13            | 18           | 1708:1747  |
| 11     | RSVE Stahnsdorf           | 7      | 15            | 14           | 1691:1779  | Uni-Riesen Leipzig          | 7     | 15            | 14           | 1634:1770  |
| 12     | Citybasket Recklinghausen | 4      | 18            | 8            | 1597:1886  | Giants Nördlingen           | 5     | 17            | 10           | 1663:1812  |

(A) = ProA-Absteiger / (N) = Neuling und Aufsteiger aus den Regionalligen

### Statistik-Bestleistungen
- Es sind nur Werte aus Hinrundenspielen berücksichtigt

#### Mannschaften
| Kategorie | Norden          | Norden                  | Süden               | Süden              |
| Kategorie | Bestwert        | Schlechtester           | Bestwert            | Schlechtester      |
| Defensive | Bernau (⌀ 74,3) | Recklinghausen (⌀ 85,7) | PSK Lions (⌀ 72,7)  | Lich (⌀ 84,6)      |
| Offensive | Bernau (⌀ 83)   | Recklinghausen (⌀ 72,6) | Leverkusen (⌀ 85,8) | Frankfurt (⌀ 73,6) |

#### Individuelle Spieler
| Kategorie      | Gruppe | Spieler                                | Team                             | Gesamt  | ⌀*          | Einzel |
| -------------- | ------ | -------------------------------------- | -------------------------------- | ------- | ----------- | ------ |
| Punkte         | Norden | Jarvis M. Davis Philip Zwiener         | Rostock Oldenburg                | 461 301 | 21,0 15,1   | 30 35  |
| Punkte         | Süden  | Kerry A. Carter Karriem J. Simmons     | Leverkusen Lich                  | 503 460 | 24,0 20,9   | 34 36  |
| Rebounds       | Norden | Kaimyn R. Pruitt-Smoot                 | Itzehoe                          | 253     | 11,5        | 22     |
| Rebounds       | Süden  | Aaron J. Nelson                        | Rhöndorf                         | 250     | 12,5        | 21     |
| Assists        | Norden | Pierre D. Bland                        | Bernau                           | 141     | 6,4         | 14     |
| Assists        | Süden  | Viktor Frankl-Maus Brandon D. Lockhart | Rhöndorf Elchingen               | 141 134 | 7,1 6,4     | 12 14  |
| Steals         | Norden | Kaymin R. Pruitt-Smoot                 | Itzehoe                          | 61      | 2,8         | 7      |
| Steals         | Süden  | Marcellus Barksdale Vincent L. Sanford | Würzburg                         | 62 27   | 3,0 2,7     | 7 9    |
| Shotblocks     | Norden | Deion M. Giddens Leon Bahner Tom Alte  | Iserlohn Rist Wedel Wolfenbüttel | 23 20 8 | 1,0 1,7 1,1 | 4 5    |
| Shotblocks     | Süden  | Aaron J. Nelson Jordan M. Faison       | Rhöndorf Leipzig                 | 26      | 1,3         | 3 4*   |
| Effektivität   | Norden | Kaymin R. Pruitt-Smoot Philip Zwiener  | Itzehoe Oldenburg                | 485 321 | 22,0 16,1   | 36 49  |
| Effektivität   | Süden  | Aaron J. Nelson Jordan M. Faison       | Rhöndorf Leipzig                 | 508 465 | 25,4 23,3   | 38 41  |
| Double-Doubles | Norden | Moussa Koné                            | Iserlohn                         | 13      | 59,1 %      |        |
| Double-Doubles | Süden  | Lamar C. Mallory                       | Lich                             | 15      | 71,4 %      |        |

* Diese Bestleistung in einem Spiel wurde auch durch diverse andere Spieler erreicht.

### Durchschnittliche Zuschauerzahlen
| Norden         | Norden   | Norden     | Norden  | Norden      | Süden          | Süden    | Süden      | Süden   | Süden       |
| Stadt          | Besucher | Auslastung | Vorjahr | Entwicklung | Stadt          | Besucher | Auslastung | Vorjahr | Entwicklung |
| Bernau         | 533      | 99 %       | ---     | Regio       | Elchingen      | 325      | 23,2 %     | 379     | −14,2 %     |
| Bochum         | 627      | 63,3 %     | 599     | 4,7 %       | Frankfurt a.M. | 84       | 7,7 %      | 73      | 15,1 %      |
| Iserlohn       | 759      | 53,7 %     | 818     | −7,2 %      | BG Karlsruhe   | 441      | 55,0 %     | 645     | −31,6 %     |
| Itzehoe        | 703      | 98,5 %     | 646     | 8,8 %       | PSK Lions      | 706      | 86,3 %     | ---     | Regio       |
| Oldenburg      | 285      | 50,9 %     | 283     | 0,7 %       | Leipzig        | 451      | 45,1 %     | 342     | 31,9 %      |
| Quakenbrück    | 2.326    | 77,5 %     | 2.398   | −3,0 %      | Leverkusen     | 604      | 20,1 %     | 870     | ProA        |
| Recklinghausen | 321      | 33,8 %     | 467     | −31,3 %     | Lich           | 428      | 35,7 %     | 462     | −7,4 %      |
| Rostock        | 2.135    | 58,5 %     | 1.925   | 10,9 %      | München        | 285      | 4,3 %      | ---     | Regio       |
| Schalke        | 517      | 46,5 %     | ---     | Regio       | Nördlingen     | 635      | 35,0 %     | 734     | −13,5 %     |
| Stahnsdorf     | 312      | 52 %       | 227     | 37,4 %      | Rhöndorf       | 970      | 64,7 %     | 755     | ProA        |
| Wedel          | 552      | 69 %       | 486     | 13,6 %      | Weißenhorn     | 309      | 40,4 %     | 355     | −13,0 %     |
| Wolfenbüttel   | 450      | 65,1 %     | 483     | −6,8 %      | TG Würzburg    | 176      | 25,1 %     | 219     | −19,6 %     |
| ProB Nord      | 793      | 63,3 %     | 789     | 0,5 %       | ProB Süd       | 451      | 26,0 %     | 476     | −5,3 %      |

Städte, deren ProB-Vereine auch als Farmteams für Erstligisten fungieren, sind kursiv geschrieben, sofern am gleichen Ort auch unterstrichen. Im Falle des SC Rist Wedel spielen Doppellizenz-Spieler auch für den ProA-Ligisten Hamburg Towers.

## Postseason
- Kursive Spielergebnisse wurden nach Verlängerung erzielt

### Play-offs
|  | Achtelfinale | Achtelfinale             | Achtelfinale | Achtelfinale | Achtelfinale |  |  | Viertelfinale | Viertelfinale         | Viertelfinale | Viertelfinale | Viertelfinale |  |    | Halbfinale            | Halbfinale | Halbfinale | Halbfinale | Halbfinale |  |  | Finale | Finale | Finale | Finale | Finale |
|  |              |                          |              |              |              |  |  |               |                       |               |               |               |  |    |                       |            |            |            |            |  |  |        |        |        |        |        |
|  | N1           | Lok Bernau               | 75           | 61           | 88           |  |  |               |                       |               |               |               |  |    |                       |            |            |            |            |  |  |        |        |        |        |        |
|  | S8           | Fraport Junior Skyliners | 64           | 76           | 59           |  |  | N1            | Lok Bernau            | 66            | 76            |               |  |    |                       |            |            |            |            |  |  |        |        |        |        |        |
|  | S4           | Bayer Giants Leverkusen  | 73           | 100          | 70           |  |  | N5            | VfL AstroStars Bochum | 73            | 77            |               |  |    |                       |            |            |            |            |  |  |        |        |        |        |        |
|  | N5           | VfL AstroStars Bochum    | 77           | 88           | 80           |  |  |               |                       |               |               |               |  | S2 | Weißenhorn Youngstars | 74         | 79         | 81         |            |  |  |        |        |        |        |        |
|  | N3           | BAWE Oldenburger TB      | 66           | 85           | 68           |  |  |               |                       |               |               |               |  | N5 | VfL AstroStars Bochum | 69         | 83         | 55         |            |  |  |        |        |        |        |        |
|  | S6           | BG Karlsruhe             | 67           | 70           | 79           |  |  | S2            | Weißenhorn Youngstars | 71            | 63            | 76            |  |    |                       |            |            |            |            |  |  |        |        |        |        |        |
|  | S2           | Weißenhorn Youngstars    | 81           | 83           |              |  |  | S6            | BG Karlsruhe          | 66            | 83            | 59            |  |    |                       |            |            |            |            |  |  |        |        |        |        |        |
|  | N7           | SC Rist Wedel            | 66           | 61           |              |  |  |               |                       |               |               |               |  | S1 | PS Karlsruhe Lionsx   | 71         | 71         |            |            |  |  |        |        |        |        |        |
|  | S3           | Scan Plus Elchingen      | 81           | 74           | 95           |  |  |               |                       |               |               |               |  | S2 | Weißenhorn Youngstars | 67         | 77         |            |            |  |  |        |        |        |        |        |
|  | N6           | FC Schalke 04            | 66           | 76           | 65           |  |  | S3            | Scan Plus Elchingen   | 81            | 71            | 83            |  |    |                       |            |            |            |            |  |  |        |        |        |        |        |
|  | N2           | Artland Dragons          | 83           | 69           | 72           |  |  | S7            | TG s.Oliver Würzburg  | 66            | 76            | 66            |  |    |                       |            |            |            |            |  |  |        |        |        |        |        |
|  | S7           | TG Würzburg              | 71           | 81           | 76           |  |  |               |                       |               |               |               |  | S1 | PS Karlsruhe Lions    | 66         | 77         | 92         |            |  |  |        |        |        |        |        |
|  | N4           | Iserlohn Kangaroos       | 77           | 80           | 74           |  |  |               |                       |               |               |               |  | S3 | Scan Plus Elchingen   | 55         | 78         | 75         |            |  |  |        |        |        |        |        |
|  | S5           | FC Bayern München II     | 73           | 85           | 69           |  |  | S1            | PS Karlsruhe Lions    | 88            | 84            |               |  |    |                       |            |            |            |            |  |  |        |        |        |        |        |
|  | S1           | PS Karlsruhe Lions       | 107          | 77           |              |  |  | N4            | Iserlohn Kangaroos    | 67            | 75            |               |  |    |                       |            |            |            |            |  |  |        |        |        |        |        |
|  | N8           | EBC Rostock Seawolves    | 105          | 65           |              |  |  |               |                       |               |               |               |  |    |                       |            |            |            |            |  |  |        |        |        |        |        |

* Heimrecht getauscht. / x Heimrecht im zweiten Finalspiel.

Das Finale wird im Modus Hin- und Rückspiel ausgetragen, bei dem die besser platzierte Mannschaft nach der Hauptrunde im Rückspiel Heimrecht hatte, so dass die schlechter platzierte Mannschaft im Hinspiel zuerst zu Hause antreten musste. Beide Finalgegner erreichen auf sportlichem Wege, vorbehaltlich einer wirtschaftlichen Lizenzierung, das Teilnahmerecht an der ProA 2017/18.

### Relegationsrunden
|  | = Abstieg |

| Norden | Norden                    | Norden | Norden        | Norden | Norden     | Süden              | Süden | Süden         | Süden  | Süden      |
| #      | Team                      | Siege  | Nieder- lagen | Punkte | Korbpunkte | Team               | Siege | Nieder- lagen | Punkte | Korbpunkte |
| 1      | Itzehoe Eagles            | 15     | 13            | 30     | 2276:2253  | Licher BasketBären | 12    | 16            | 24     | 2295:2338  |
| 2      | Herzöge Wolfenbüttel      | 13     | 15            | 26     | 2261:2253  | Dragons Rhöndorf   | 11    | 17            | 22     | 2158:2211  |
| 3      | RSVE Stahnsdorf           | 10     | 18            | 20     | 2175:2220  | Uni-Riesen Leipzig | 11    | 17            | 20*    | 2099:2244  |
| 4      | Citybasket Recklinghausen | 4      | 24            | 8      | 1981:2377  | Giants Nördlingen  | 8     | 20            | 16     | 2152:2260  |

* Wegen verspäteter Zahlungen wurde gemäß Lizenzstatut zwei positive Wertungspunkte abgezogen.

## Ehrungen

### Spieler des Monats
- Oktober: Kerry A. Carter (PG/SG, , Bayer Giants Leverkusen)
- November: Terrell Harris (SG/PG, , Iserlohn Kangaroos)
- Dezember: Jarvis M. Davis (PG, , Rostock Seawolves)
- Januar: Aaron J. Nelson (PF, , Dragons Rhöndorf)
- Februar: Courtney A. Belger (PG, , FC Schalke 04)
- März: Kerry A. Carter (PG/SG, , Bayer Giants Leverkusen)
- April/Mai: Nils Mittmann (SF/PF, , Weißenhorn Youngstars)

### Youngster des Monats
- Oktober: Dejan Kovačević (PF/SF, , Bayern München)
- November: Haris Hujic (PG/SG, , BAWE OTB)
- Dezember: Marko Bačak (C, /, BAWE OTB)
- Januar: David Krämer (SG, /, Weißenhorn Youngstars)
- Februar: Eddy Edigin Jr. (PF/C, , Giants Nördlingen)
- März: Alexander Angerer (PF, , VfL AstroStars Bochum)
- April/Mai: Joschka Ferner (SF, , Weißenhorn Youngstars)

### Spieler und Trainer der Spielzeit
Die Gewinner der Auszeichnungen für die gesamte Spielzeit wurden am 31. Mai 2017 bekannt gegeben.
- Spieler des Jahres: Kerry Allen Carter (PG, , Bayer Giants Leverkusen)
- Youngster des Jahres: David Krämer (SG, , Weißenhorn Youngstars)
- Coach des Jahres: Daniel Jansson (, Weißenhorn Youngstars)